# Fatjon Bunjaku
Fatjon Bunjaku (ur. 14 października 2003 w Samadrexhë) – kosowski piłkarz, grający na pozycji napastnika w KF Gjilani. Reprezentant kraju w kategorii wiekowej U-19.

## Kariera klubowa

### Początki
Karierę piłkarską rozpoczął w klubie KF Trepça Mitrowica. 16 lutego 2022 roku przeszedł do chorwackiego HNK Zmaj Makarska. 10 sierpnia tego samego roku powrócił do Mitrowicy. 1 lutego 2023 roku podpisał kontrakt z KF Onix Banjë.

### KF Liria Prizren
1 lipca 2023 roku przeszedł do KF Liria Prizren na zasadzie wolnego transferu. W tym zespole zadebiutował 13 sierpnia 2023 roku w meczu przeciwko KF Ballkani Suva Reka (porażka 0:1). Na boisku pojawił się w 60. minucie, zmieniając Aprociusa Petrusa. W sumie wystąpił w 16 ligowych spotkaniach.

### KF Gijlani
17 stycznia 2024 roku został zawodnikiem KF Gjilani. W tym klubie debiut zaliczył 10 lutego 2024 roku w meczu przeciwko KF Fushë Kosova (1:1). Bunjaku wszedł na boisko w 73. minucie, zmienił Ediego Basę. W sumie do 21 marca 2024 roku zagrał 5 spotkań ligowych.

## Kariera reprezentacyjna
Grał w eliminacjach do odwołanego turnieju Mistrzostw Europy U-19 2022. W zespole reprezentacji Kosowa U-19 zadebiutował 6 października 2021 roku w meczu przeciwko Norwegii (porażka 3:0). Zagrał całe spotkanie. Łącznie wystąpił w 3 meczach.